# Larochette
Larochette (lb. Fiels, niem. Fels) − miejscowość i gmina (gemeng / commune / Gemeinde) w środkowym Luksemburgu, w kantonie Mersch. Do 3 października 2015 gmina leżała w dystrykcie Luksemburg. Siedziba administracyjna gminy znajduje się w miejscowości Larochette. Liczy 2208 mieszkańców (1 stycznia 2023), przy czym Luksemburczycy stanowią tu mniejszość, bo jest ich ok. 36%. Największą grupę stanowią Portugalczycy.. Leży nad rzeką Ernz Blanche (lb. Wäiss Iernz, niem. Weiße Ernz). Znajdują się tutaj ruiny zamku.

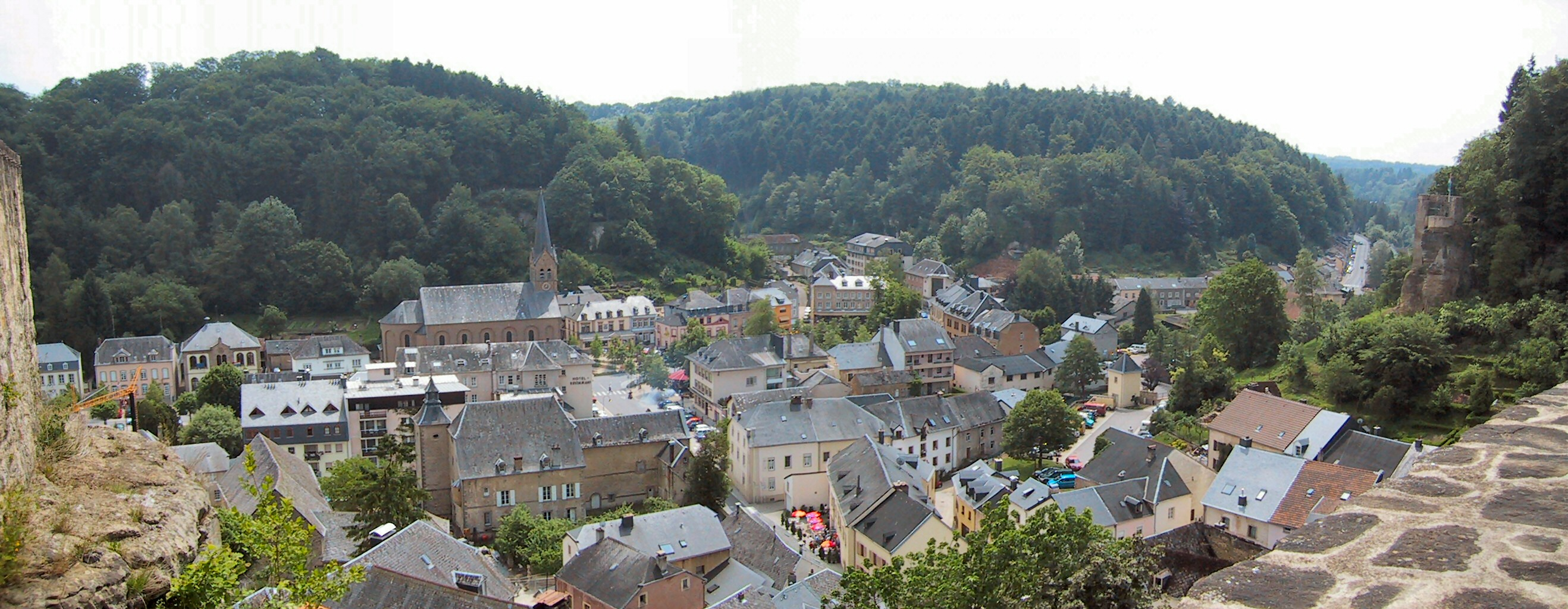
Larochette

## Podział administracyjny
Do gminy należą trzy miejscowości, w tym trzy (Uertschaft) oraz żaden lieu-dit:
1. Ernzen (Iernzen)
2. Larochette (Fiels / Fels)
3. Meysembourg (Meesebuerg / Meysemburg)

## Współpraca
Miejscowość partnerska:
- Fels am Wagram, Austria